# Zatîșne, Iuriivka
Zatîșne (în ucraineană Затишне) este un sat în comuna Jemciujne din raionul Iuriivka, regiunea Dnipropetrovsk, Ucraina.

## Demografie
Componența lingvistică a localității Zatîșne
     Ucraineană (42,11%)
     Rusă (5,26%)
Conform recensământului din 2001, nu exista o limbă vorbită de majoritatea populației, aceasta fiind compusă din vorbitori de ucraineană (42,11%) și rusă (5,26%).